# Suptechnology
 (mars 2013).

## Présentation
Suptechnology (l’École des hautes études en technologies de l'information) est une Ecole d'Ingénieur dans les domaines de l'Informatique, les Réseaux et Gouvernance des S.I. basée à Casablanca au Maroc. Elle est située à Casablanca et à El Jadida
Ecole de l'Enseignement Supérieur basée à Casablanca. Suptechnology est spécialisée dans les domaines du Génie Logiciel, L'Ingénierie des Réseaux les Système et la Sécurité, la monétique et la Gouvernance des Systèmes d'Information.
Diplômes délivrée:
- Licences & Licences Pro en Miage, Développement web et Mobile, Réseaux, Systèmes et Sécurité, ainsi que MME Management Moderne des Entreprises.
- Masters & Masters Pro en MIAGE, Génie Logiciel, Réseaux Systèmes et Sécurité, Gouvernance des SI ainsi qu'en Monétique.
- Le système de formation de Suptechnology est basé sur un système de certification des étudiants.
- Partenariats Académiques Université de Toulouse, Université de Pau, Université de la Côte d'Opale.
- Site web www.suptechnology.ma

## Filières et Programmes
```
[
1
]
```

1. ↑   www.suptechnology.ma

FILERE INGENIERIE DES TI
SEMESTRE 1
- M00 Stage Intensif de Mise à Niveau

```
 Algorithmique - Réseaux - Bases des données - Bureautique
```

- M11 Mathématiques Pour l’ingénieur i

```
 Analyse numérique - Probabilité I
 M12 Structure de Données et Algorithmique, Programmation
```

- Algorithmique et Structures de données I - Langages de programmation C - Projet

```
 M13 Architecture numérique
```

- Architecture des ordinateurs - Assembleur - Circuits logiques - Projet

```
 M14 Culture d’Entreprise et Communication 1
```

- A la découverte de l'entreprise - Anglais technique - Techniques de Communication Orale Français